# One (Always Hardcore)
One (Always Hardcore) is een nummer van de Duitse technogroep Scooter uit 2005. Het is de derde single van hun tiende studioalbum Mind the Gap.
Het nummer is gedeeltelijk een cover van het nummer "Always Hardcore" van Neophyte. Het refrein in het nummer is echter gebaseerd op "Alive" van Pearl Jam, alleen is het woord "alive" vervangen voor "hardcore".
"One (Always Hardcore)" werd een bescheiden succes in Noord- en Midden-Europa. In Scooters thuisland Duitsland haalde het de 7e positie. In de Nederlandse Top 40 haalde het de 13e positie, en in de Vlaamse Ultratop 50 de 41e.